# Néapolis Scythe
Pour les articles homonymes, voir Scythe.

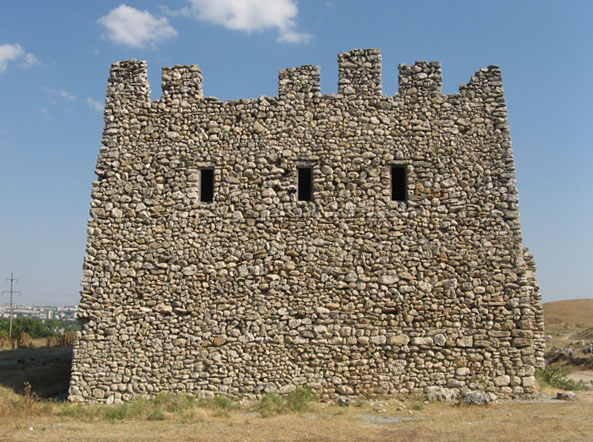
Mausolée de la ville et probable sépulture de Scilurus et de Palacus.

La ville de Neapolis Scythe (grec : Σκυθική Νεάπολις) était un établissement scythe important du IIIe siècle av. J.-C. jusqu'à la seconde moitié du IIIe siècle. Ses ruines archéologiques sont situées en périphérie de la ville moderne de Simferopol en Ukraine. La ville était la capitale du royaume scythe de Crimée, dirigée par Scilurus et ensuite par son fils Palacus (et qui furent probablement inhumés dans le mausolée municipal).
Au maximum de son extension, le royaume couvrait aussi les terres entre le Dniepr inférieur et la Crimée. Au IIIe siècle et IIe siècle av. J.-C., la ville avait une « population mixte scythe et grecque, de massifs murs défensifs et de grands bâtiments publics construits selon les préceptes de l'architecture grecque. » Neapolis fut détruite dans la seconde moitié du IIIe siècle par les Ostrogoths.